# 青裳堂書店
青裳堂書店（せいしょうどうしょてん）は、日本の古書商・出版社である。古書商としては、和漢書の貴重書をおおく扱い、出版事業では、日本の書誌学に関する叢書日本書誌学大系を刊行することで知られる。

## 会社情報

### 所在地
東京都立川市曙町3-2-15-Ａ412